# 謝斐道

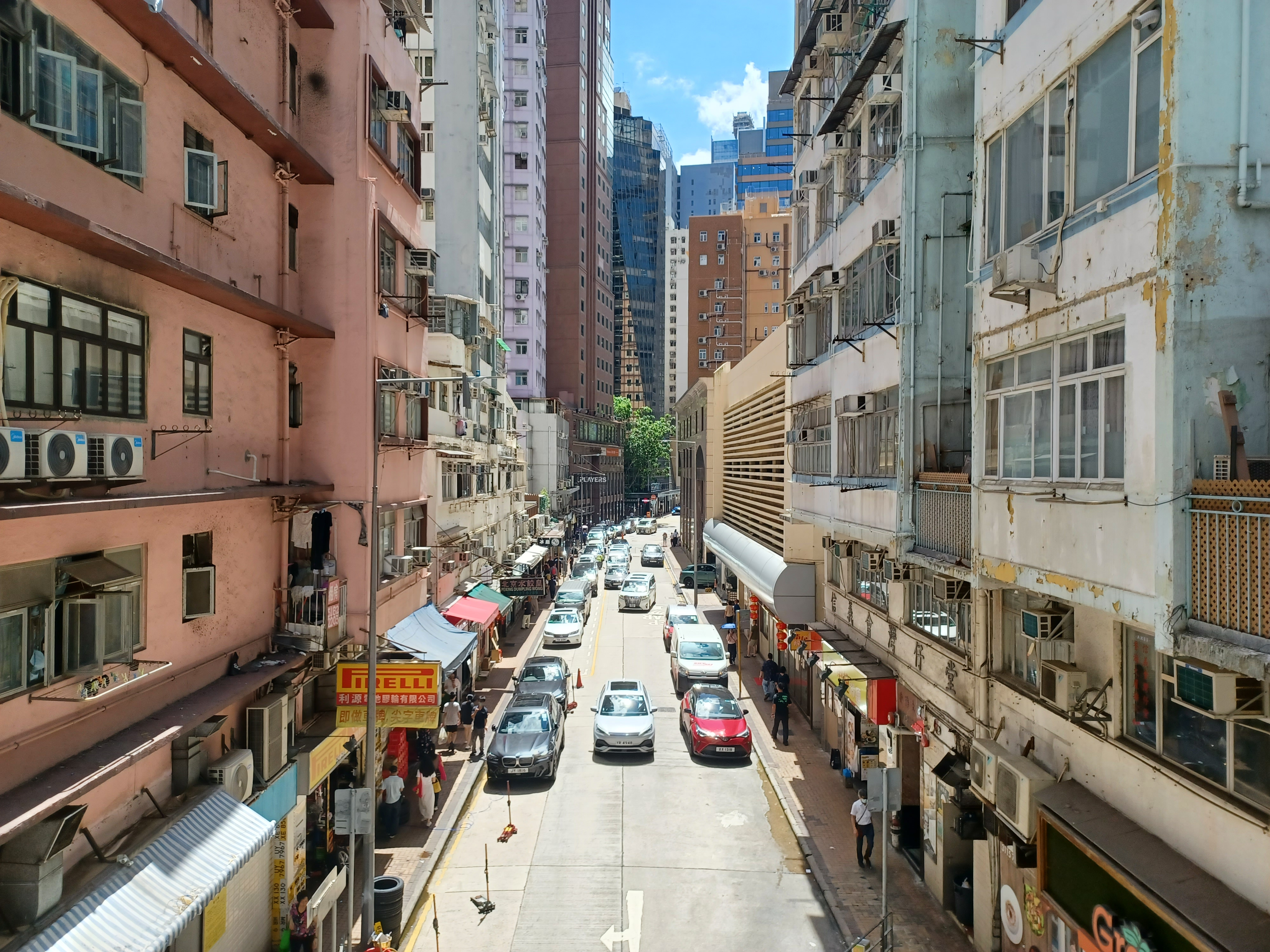
柯布連道以西的謝斐道

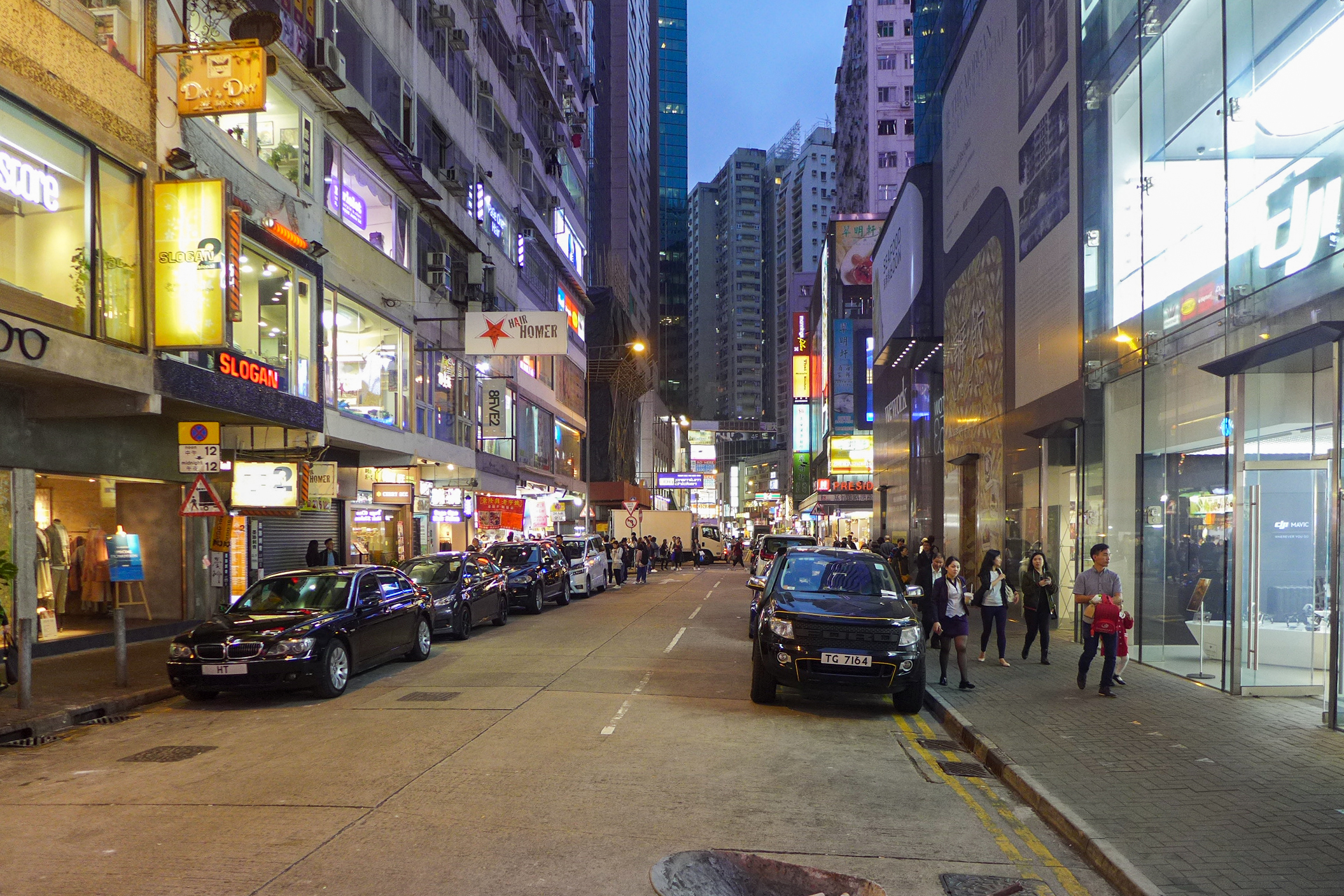
謝斐道近TOWER 535

謝斐道（英語：Jaffe Road）是香港島區的一條行車街道，名稱源自大潭篤水塘水壩工程及油麻地避風塘的總工程師戴利爾·謝斐，以紀念其貢獻，他因病逝世，終年46歲。謝斐道東西走向，全長1660米，始自金鐘的東邊軍器廠街，東至銅鑼灣世貿中心之南門止。 謝斐道是一條橫越灣仔及銅鑼灣兩區的長街，幾乎是完全平坦筆直的道路。
謝斐道沿維多利亞港海岸平行，北有告士打道、港灣道、會議道等，南有駱克道、軒尼詩道及莊士敦道等。
謝斐道的西段是分域街酒吧區，而東段是銅鑼灣商場購物中心區。

## 鄰近
- 堅拿道行車天橋
- 怡東酒店
- 伊利莎伯大廈
- 尚匯
- TOWER 535
- 香港世貿中心

## 公共交通
香港島專線小巴31線
- 田灣 ↔ 銅鑼灣（謝斐道）

香港島專線小巴31X線
- 田灣邨 ↔ 銅鑼灣（謝斐道）

## 圖片

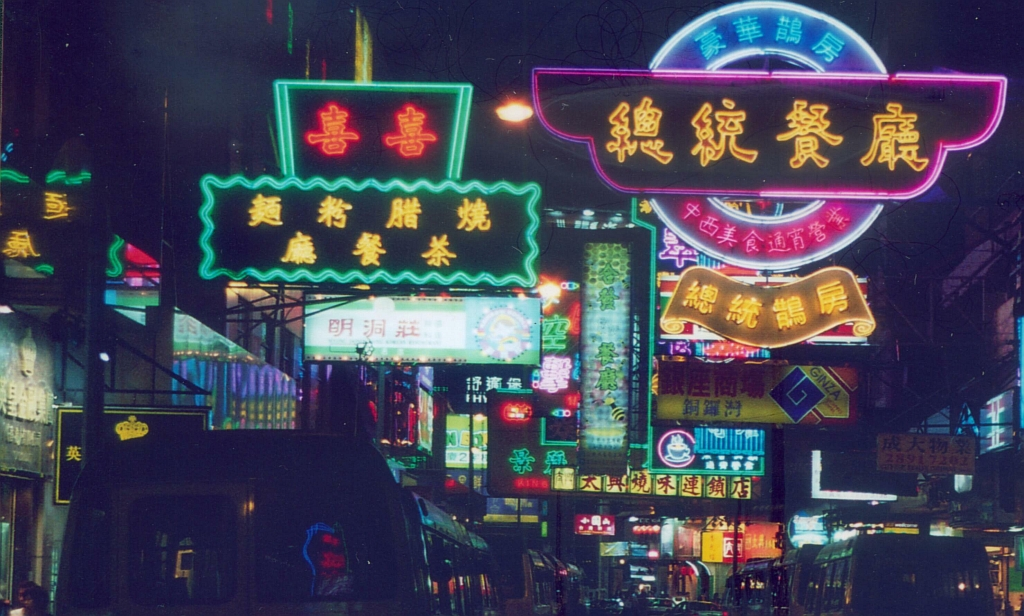
2002年的謝斐道，當時招牌林立
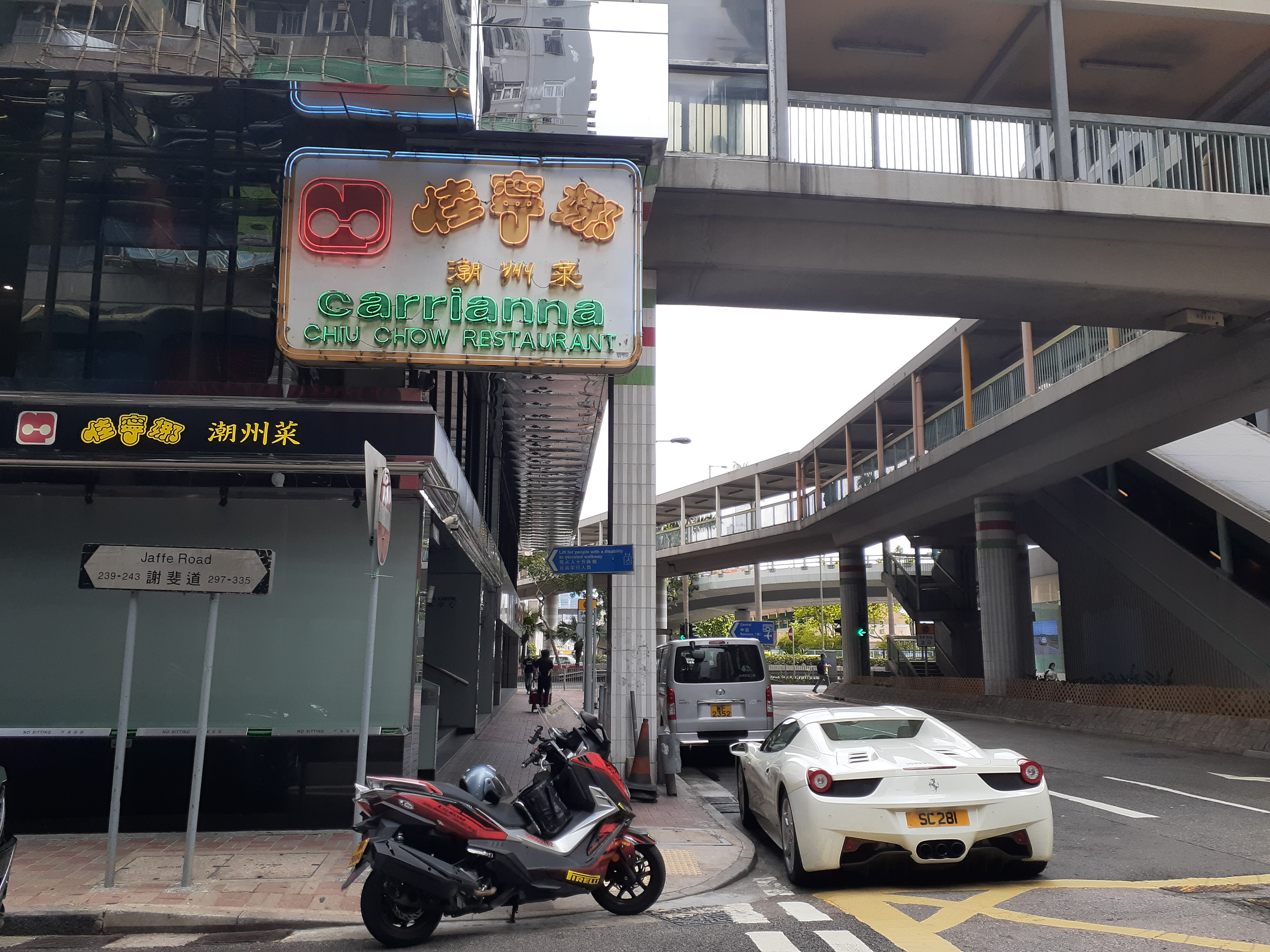
近杜老誌道的行人天橋入口
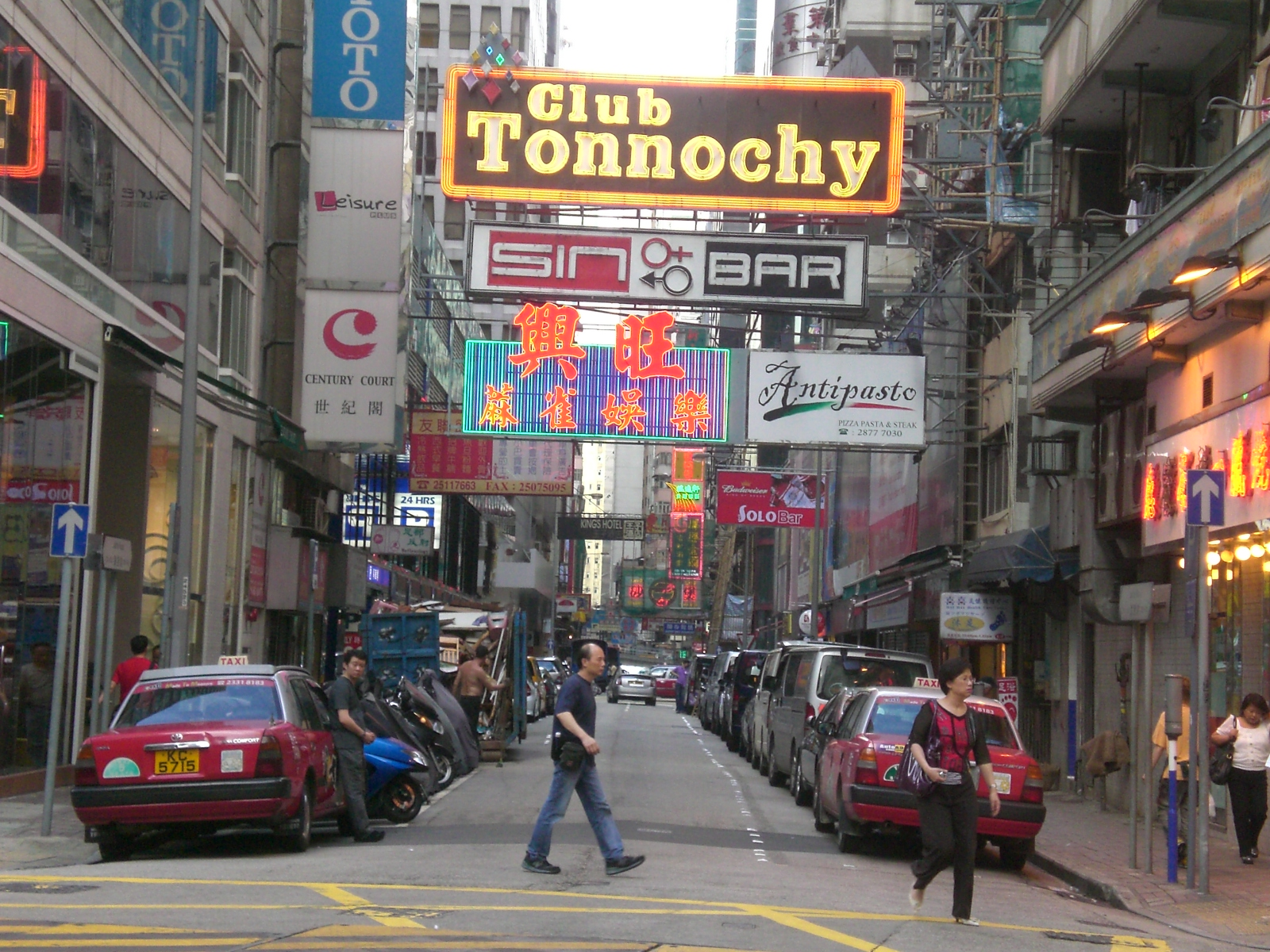
近史釗域道交界的娛樂場所

## 外部連結
维基共享资源上的相關多媒體資源：謝斐道